# Adela Dubra
Adela Dubra (Montevideo, 1974) es una funcionaria, periodista, escritora y presentadora uruguaya.

## Biografía
Realizó estudios en administración de empresas y museología con expertos del Museo Solomon R. Guggenheim de Nueva York.
Fue columnista del diario El País y trabajó en televisión en el programa «Pan & Circo» de Canal 10, junto a Gustavo Escanlar e Ignacio Álvarez.
Fue presentadora del programa «Me lo dijo Adela», de Canal M. Trabajó para la revista Galería del semanario Búsqueda, del que fue su primera directora Mónica Bottero, luego por Adela Dubra hasta julio de 2019, cuando asume como editora Daniela Bluth.
Adela Dubra fue galardonada con el Premio Legión del Libro otorgado por la Cámara Uruguaya del Libro.
Como funcionaria fue vicepresidenta y presidenta Consejo Directivo del SODRE desde  2020 a 2022, y presidenta del Consejo Directivo del SODRE desde 2022.
En 2023, recibió la Plaqueta Virgen del Pintado a la trayectoria otorgada por la Iglesia Católica del Uruguay.

## Vida privada
Contrajo matrimonio con Horacio Artagaveytia.

## Libros
- 1997, Mujeres Uruguayas

## Radio
- Me lo dijo Adela
- Viva la tarde
- Adelantate